# Somatolophia cediopasa
Somatolophia cediopasa là một loài bướm đêm trong họ Geometridae.